# 王廷諫 (萬曆進士)
王廷諫（1571年—1651年），字信卿，號鳴陽、又号青蒲，河南開封府陳州项城县人，明朝政治人物。

## 生平
其先山东新城人也，明弘治年迁于项，遂家焉。父王三德，恂恂有古君子风，尤雅重读书。公生而颖异，喜阅书，十岁能属文，十三就童子试，即为多士冠。补弟子员，年二十七登萬曆二十五年（1597年）丁酉科河南乡试舉人，二十六年（1598年）戊戌联捷成进士，乡会俱十名，次年授内黄令，平明廉察，声名籍甚。甫一載，移调滑县。滑古要会地也，军悍民刁，公至，兴学校，清军饷，诘慝刑，暴吏不容奸，人怀自励，政治肃然。膺纶音，而赋性刚介，耻事干求，遂左迁留都外翰，犹未及强仕也。然杜门谢交，公庭绝迹，布素蔬食。至与乡人士处，则光风霁月，虽三尺童子皆能颂盛德焉，其高节雅度不可及如此。事父先意承志定省，未尝或怠。弟廷佐。尤严于课子，寒暑弗辍，以故子六人皆有声艺苑，为中州之名士。筑雪樵、镜中二园，著作其内，暇则为诗词，与邑贤相倡和。著《诗经捷解》、《四书捷解》、《七子文华》、《图南草》諸帙若干卷，学者迄今宗之。享年八十有一，卒于家。冢嗣膺乙亥选拔，孙王启明先以髫年举甲午乡荐。